# 穴生地区
穴生（あのお）とは福岡県北九州市八幡西区の地名。黒崎と折尾との中間に位置する地域である。

## 地理
狭義の意味では町名としての穴生（1-4丁目）及び大字穴生を指し、一般的には穴生のほか、鷹の巣（1-3丁目）、鉄竜（1-3丁目）、樋口町、森下町及び相生町を含めた地域を意味するが、広義の意味での「穴生」とは旧遠賀郡穴生村（後の上津役（こうじゃく）村北部）一帯を指す地名であるので、かつて穴生村の一部であった皇后崎及び陣原、ならびに引野の一部でもある鉄王も含めることがある。東の黒崎（熊西地区）及び西の折尾との間には低い丘陵があり、天然の境界を形成している。一方で南は引野及び永犬丸と隣接する。

## 地域の特徴
地域内には国道3号線及び筑豊電気鉄道が走り、黒崎と折尾の中間に位置する利便性の高い住宅街で、かつては鉄竜地区を中心に新日鐵住金八幡製鐵所の社宅が数多く立地していた。穴生駅周辺を中心にマンションも多く見られる。丘陵部を除いては比較的平坦な地形である。

## 交通
- 筑豊電気鉄道穴生駅
- 筑豊電気鉄道森下駅
- 国道3号黒崎バイパス陣原ランプ
- 福岡県道11号有毛引野線
- 市道山手線

## 教育施設
- 北九州市立鷹の巣幼稚園
- 北九州市立穴生小学校（隣接する陣原及び皇后崎の一部も校区とする）
- 北九州市立萩原小学校（地理的には皇后崎の一部と言える萩原地区にある）
- 北九州市立穴生中学校（同じく萩原地区に位置するが、穴生の区域内の全てを校区とする）
- 北九州市立八幡特別支援学校

## 公共施設
- 穴生ドーム
- 北九州市立教育センター
- 北九州市穴生市民センター
- 大池公園
- 瀬板の森公園（面積の大半は陣原地区及び折尾（則松地区）に属する）
- 北九州市水道局穴生浄水場
- 北九州市環境局穴生排水処理場